# أولاد الخصير (لعبارة المحارزة)
أولاد الخصير هو دُوَّار يقع بجماعة شعيبات، إقليم الجديدة، جهة الدار البيضاء سطات في المملكة المغربية. ينتمي الدوّار لمشيخة لعبارة المحارزة التي تضم 10 دواوير. يقدر عدد سكانه بـ 622 نسمة حسب الإحصاء الرسمي للسكان والسكنى لسنة 2004.

## روابط خارجية
- البوابة الوطنية للجماعات الترابية
- المندوبية السامية للتخطيط